# アロイス・ニジガマ
アロイス・ニジガマ（Aloÿs Nizigama、1966年6月18日 - ）は、ブルンジ共和国の陸上競技選手。専門は長距離種目。身長168cm体重55kg。MDI（現・レオパレス21）、日清食品に所属し日本を拠点に活躍した。1996年アトランタオリンピックおよび2000年シドニーオリンピック男子10000mブルンジ代表。アトランタオリンピックでは4位入賞の成績を残した。

## 略歴
高校までスパイクを履いたことはおろか陸上競技の練習をしたことがなかったが、デュードネ・クイゼラの実家が営む飲料販売会社で従業員として働いていた頃に出場した試合では、3000m・5000m・10000mのブルンジ国内記録を樹立するほどの速さを見せた。MDIに所属していたクイゼラから日本の関係者にこの逸話が伝わり1991年1月に来日、MDIに所属した。同僚にはクイゼラの他、実井謙二郎らがいた。
渡辺高夫監督の指導により鍛え上げられたという。来日4ヵ月後の5月3日の織田記念5000mが日本での初出場のレースとなったが、13分45秒81で走り日本の第一人者である中山竹通に30メートルの差をつけ優勝。続く第2戦の水戸国際10000mでは28分20秒84のタイムで走り優勝、森下広一・中山らを10メートル以上引き離し一躍注目を集めた。
1991年8月に出場した世界陸上選手権東京大会10000mでは28分03秒03で走り、6位入賞を果たした。
1993年8月、世界陸上選手権シュトゥットガルト大会5000mではイスマイル・キルイやハイレ・ゲブレセラシェと走り、13分20秒59の記録で7位入賞を果たした。また10000mではゲブレセラシェらと走り、28分13秒43の記録で5位入賞の成績を残した。
1995年1月31日MDIの経営不振によりMDI陸上競技部が休部。日本陸上競技連盟の斡旋により、新規創設された日清食品陸上競技部へ実井らと共に移籍した。
1996年には結婚。同年祖国ブルンジには内戦やクーデターの嵐が吹き荒れる不安な状況であったが、アトランタオリンピックにブルンジ代表として10000mに出場し、27分33秒59の記録で4位入賞の成績を残した。2000年、シドニーオリンピック10000mにも出場し、27分44秒56の記録で9位となった。
日本陸上競技選手権大会においても活躍、1993年第77回大会5000mでは13分29秒99で優勝。1994年第78回大会10000mでは27分51秒85、1995年第79回大会の10000mでは27分26秒26で2年連続優勝をはじめとする秀でた成績を残している。
また日本国内の駅伝競走においても活躍を見せた。全日本実業団対抗駅伝競走大会では、初出場となる1992年第36回大会の1区を34秒00で走り区間賞を獲得したほか、1994年第38回大会では3区で12人抜きの活躍を見せた。1997年の第41回大会でも1区を33分44秒で走り区間賞を獲得している。
1992年の第4回国際千葉駅伝には初出場となるブルンジ代表の一員として活躍、ブルンジは2位の成績を残した。その他東日本縦断駅伝競走大会にも出場した。

### 人物
タンザニアとの国境近くのソンガ村で、農家の8人兄弟の末っ子として生まれた。好きな日本食はハンバーグという。
渡辺高夫監督をして「センスが良い」「まじめで、ほとんど手のかからない選手」と感嘆させた。1992年の国際千葉駅伝前には「エキデンは楽しい。優勝を目指して頑張るよ」と語った。1993年には内戦により2人の兄を亡くしており、1996年に結婚した妻は日本のビザを取得できなかったため心ならずも政情不安の祖国に残したという。アトランタオリンピックの後には、祖国を案じていることから「走ることは自分の一部。祖国のために走るんです」と語った。

## 自己ベスト
- 3000m - 7分35秒08（1994年）
- 5000m - 13分12秒14（1993年）
- 10000m - 27分20秒38（1995年）
- ハーフマラソン - 1時間02分57秒（2001年）
- マラソン - 2時間24分35秒（2005年）